# Florence Tempest
Florence Tempest, nata Claire Lillian Ijames (Louisville, 25 giugno 1889 – morta dopo il gennaio 1932), è stata un'attrice e ballerina statunitense di vaudeville. In coppia con la sorella Marion Sunshine, diede vita a un duo noto conosciuto con il nome di Sunshine and Tempest, dove lei interpretava i ruoli maschili e Marion quelli femminili..

## Biografia
Figlia di Edward Henry Ijames e di Mary Henesey, intorno al 1901 seguì la madre, rimasta vedova, a New York insieme alle sorelle June (o Junie) e Mary (o Marion). Le tre sorelle intrapresero la carriera teatrale, apparendo talvolta sul palcoscenico tutte e tre insieme.
Florence Tempest apparve a Broadway negli spettacoli Ziegfeld Follies of 1907, Little Nemo (1908-1909), H.M.S. Pinafore (1911), La Belle Paree (1911), Stop! Look! Listen! (1915-1916) e Vanities di Earl Carroll (1923). Fece anche un tour con le Ziegfeld Follies nella stagione 1907-1908.
Nella sua carriera, Florence Tempest interpretò un solo film. Avendolo girato con la sorella (nella storia, erano due gemelle separate alla nascita che poi si ritrovano), il titolo Sunshine and Tempest non poteva far altro che richiamare il nome con il quale si erano conquistate la notorietà sui palcoscenici del teatro di rivista.

## Vita privata
Florence Tempest sposò un agente teatrale, Joseph E. Shea, nel 1915. Si separarono mesi dopo e divorziarono nel 1920. Nel 1924 si risposò con Homer Dickinson, suo partner negli spettacoli di vaudeville.

## Spettacoli
- Ziegfeld Follies of 1907 (Broadway, 8 luglio 1907)
- La Belle Paree (Broadway, 20 marzo 1911)
- Stop! Look! Listen! (Broadway, 25 dicembre 1915)

## Filmografia
- Sunshine and Tempest, regia di William F. Haddock - cortometraggio (1915)